# 拉福雷斯特岩
拉福雷斯特岩（英語：LaForrest Rock），是南極洲的岩石，位於阿蒙森海岸，處於斯特羅姆冰川終點以西3公里，屬於鄧肯山脈的一部分，由美國探險隊繪入地圖，現時由南極條約體系管理。